# 黏黏糊糊角质君
《黏黏糊糊角质君》是日本的短篇动画作品，第1期的播放从2013年7月开始到12月为止，第2期是从2015年4月开始到6月为止。

## 概要
以人类鼻子上存在的角质为主题，拟人化後開展的故事。短篇喜剧作品。主题曲演唱者為 でんぱ組.inc。第1期的每集主要内容长约2分钟，第2期开始扩大到4分钟。

除此之外，声音部门举行了《にゅるキャラ声優募集甄会》。有几集则是夹杂着实况部分播放。

## 登場角色

### 第1期
ニュルオ（聲優：伊藤悠翔）
主人公。刚出生的新人角质，年龄为0岁。纯真，对世间知之甚少，实际上是最为正经的吐嘈役。对于对手，在心里其实是非常轻视对方的。兴趣是搜集纪念印章。梦想是成为公务员，并过着幸福的角质生活。
在第2期作为准主角登场。
角質前輩（聲優：片桐仁（ラーメンズ））
大家的前辈。已经有51岁了，非常地大。特征是粗眉毛，有点自我意识过剩。基本上，不听别人说话的时候很多，对于其它人的名字（如ニュルオ或吉田）叫错的时候也很多。兴趣是飛鏢。将来的夢想是成为专业冲浪运动员。
角質老師（聲優：福山潤）
疯狂的科学家。29歳。以逻辑思考方式为主。通常都穿眷一身白衣。有时也会有表现奇怪的地方，或者是突然变得情绪化。兴趣是读书（爱看科学杂志“Newton”）。将来的梦想是了解宇宙的起源。
ニュナ（聲優：戸松遥）
大家的偶像，圣母一样的存在。现在是17歳的思春期。在美容方面则是克己的。也有超S的一面。兴趣是瑜伽。未来的梦想是成为高级化妆师。
ふなっしー（聲優：ふなっしー）
是千叶县船桥市的非公认吉祥物。由于形状和角质相似而被选中。
ダニー（聲優：FROGMAN）
蠕形螨。
カクセンニン（聲優：-）
カクセン界的活字典。
角質後輩A（聲優：-）
角質後輩B（聲優：-）
koebu声優选拔的优胜者。
ケ（聲優：-）
ニュルオ的女朋友。由于毛而分手，2年后成为了年收入3亿的偶像经理。
菊枝（きくえ）（出演：森田彩華）
演 - 森田彩華
ニュルオ它们的宿主。
ゆってぃ（本人役）
菊枝的男友。
カクゴロウ
和畑正憲很像的动物研究家。
秘密結社鷹の爪
第13話出现。为了宣传电影“秘密結社鷹の爪 鷹の爪GO 〜美しきエリエール消臭プラス〜”而来。
不良A、不良B
写作角质，读作MAJI。
ニキB（ニキビーは）
坏男孩。用饒舌调说话。角質前辈的青梅竹马。
ニキBJr.（ニキビージュニア）
神之子。ニキB的儿子。对将父親公開處刑的角質前辈发起决斗。本名是「よしはる」，实际上不是粉刺，而是被虫刺。
ニキBJr.的母亲
知道ニキBJr.不是自己的儿子。
メラニンジャ
来自皮肤的间谍。メラ忍者的目的是从紫外线手中保护皮肤，要是死了就会变成蛀虫。
セン・コナー
未来的领导者。向シワ寻求帮助。
K-1000
未来的角质。想要捕获セン・コナー。
シワちゃん
角质界的ダイジョーV。无法移动类型的皱纹。熟悉有关于加利福尼亚州的捏它，被抗衰老化后消失，留下了“I'll be back”的话。
盜版ニュルオ
刚出生的无用的主人公。乘坐原型的时间机器时遇到的，试作阶段的主人公。设定为关西口音。
盜版カクセンパイ
大家的无用前辈。大姐角色。
盜版カクセンセー
无用科学家。眉清目秀。
鼻Pack Sheet
盜版中被拟人化。
でんぱ組.inc（本人役）
偶像。由ねむきゅん、もが、りさちー、みりん、えいたそ、ピンキー 6人组成的团体。
經理人
でんぱ組.inc的经理人。

### 第2期
にゅるズ
从第2期开始登场的角栓界不受欢迎的一个偶像组合。由ニュルオ（强行得）招入了第5位成员“ショタ”，以在Animelo Summer Live上出場为目标。顺便，除ハナタソ以外的成员都是角栓。
ハナタソ（聲優：內田彩）
在にゅるズ的成员中是绝对的领导人物。但是实际上它不是角栓而是鼻屎，但是本人并没有注意到这点。性格直率。
ニュルりん（聲優：楠田亞衣奈）
にゅるズ的成员之一。偶像中的偶像，但是过于偶像化成从偶像中完全脱离了。口头禅是“〜なのだ”。
ニュルにゃん（聲優：渡部優衣）
にゅるズ的成员之一，来自未来的关西风猫型角栓。说话使用了由大阪语和猫语合成的“にゃんさい语”。能在一瞬间拿出各种各样的超级物品。阪神棒球队的FAN。
山口（やまぐち）（聲優：山口立花子）
にゅるズ的成员之一。身上有着迷一样的氛围，有着无口又冷静沉着的性格。梦想是成为“没有感情的泥偶人”。基本上读书的时候很多。

T・毛（ティー・けー）（聲優：渡邊和貴）
传说中的蓬乱毛家。是让T・毛 Family第一次达成百万销量，并在此基础上达成连续百万销量时代的传说中的音乐制作人，其作品充满90年代味。
コラーゲン（聲優：中田章人）
批评家。成为了にゅるズ的临时顾问。
カサブタ（聲優：藤枝雅人）
油灯的魔人。从在乾燥皮肤上的魔法油灯中出来。对想在アニサマ中出场的にゅるズ展开特训而让人扫兴。
バカボンのパパ（聲優：FROGMAN）
身份很高的动画角色。在にゅるズ的新成员甄会上登场，在混乱的对完全新作的“バカボン”动画电影进行宣传之后，和ハナタソ在迷之比赛中竞争起来。
O-157（聲優：モリ∩）
是风靡一时的大腸桿菌O157:H7型。消失了3个月的一発屋，现在在摊子“肉巻きクロワッサンたい焼き”上干活。为了测试にゅるズ的脱口秀能力而突然开始了午安类节目。

## 工作人员
- 原案・动画制作 - DLE
- 原作・製作 - にゅるキャラ製作委員会（DLE、読売テレビ、面白法人カヤック、アイスタイル[1]、第1期）→にゅるキャラ2期製作委員会（第2期）
- 製作協力 - JTBエンタテインメント（第2期）
- 制作人 - 江口文治郎、和田有啓（第1期）→江口文治郎（第2期）
- 監督 - 春日森春木（第1期）→モリ∩（第2期）
- 脚本 - モリマサ（第1期）→モリ∩（第2期）
- 角色设计 - 山川水輝、野中晶史（第1期）→山川水輝（第2期）
- 作画監督 - 西山司（第2期）
- 音響監督 - 長崎行男（第2期）
- 音楽・効果 - 須藤雄毅（第1期）→森本清人（第2期）
- 録音 / MIX - 品川大、田中宏明（第1期）→野川"ZILL"靖友（第2期）

## 主題曲

### 第1期
「にゅるにゅるミラクル」
作詞 - 森正伸（モリマサ）、利根川貴之
作曲・編曲 - 利根川貴之、坂和也 & Wicky.Recordings / 歌 - でんぱ組.inc
组合 でんぱ組.inc 的第一首动画主题曲。

### 第2期
片头曲
「はじまりは隣の席でした」
作詞 - 丸山真由子 / 作曲 - 柴田尚 / 編曲 - 清水武仁
歌 - にゅるズ（内田彩、楠田亞衣奈、渡部優衣、山口立花子、伊藤悠翔）

片尾曲
「全力でアイドルです!!」
作詞・作曲・編曲 - 鈴木裕明
歌 - にゅるズ（内田彩、楠田亜衣奈、渡部優衣、山口立花子、伊藤悠翔）

## 各集列表
| 話数  | 副标题                               |
| 第1期 | 第1期                                |
| ----- | ------------------------------------ |
| #01   | ニュルオ生誕!                        |
| #02   | 因果関係                             |
| #03   | 絶対に負けられない戦い               |
| #04   | 美に対する意識                       |
| #05   | 再会                                 |
| #06   | 愛と青春の門出                       |
| #07   | 不滅の真理                           |
| #08   | たのしい自由研究                     |
| #09   | 社会科見学                           |
| #10   | 角栓大陸のカクフェッショナル         |
| #11   | 亜麻色ヘアーラブ                     |
| #12   | 菊枝の身の上話                       |
| #13   | 星空のレジスタンス                   |
| #14   | 売れてるアニメがやってきた           |
| #15   | ニュルオは激怒した                   |
| #16   | カオスの一例                         |
| #17   | アスも、日本晴れ                     |
| #18   | Bボーイ・イズム                      |
| #19   | 受け継がれるイズム                   |
| #20   | 100%勇気                             |
| #21   | Judgment Day                         |
| #22   | 過去の過ち                           |
| #23   | レザボア・キャッツ                   |
| #24   | 世界が終わるまでは…前編              |
| #25   | 世界が終わるまでは…後編              |
| 第2期 |                                      |
| #01   | ニュルオ転生!にゅる                  |
| #02   | 音楽プロデューサーさんは誰!?にゅる   |
| #03   | 解散にゅる                           |
| #04   | そろそろダンスレッスンにゅる         |
| #05   | 全身全霊で他力本願にゅる             |
| #06   | 西から昇ったお日さまが東へ沈むにゅる |
| #07   | 息長く愛されたいにゅる               |

## 播放电视台
| 播放地域       | 放送局         | 播放期間                                              | 播放日時                              | 播放系列                      | 备注                                               |
| 第1期          | 第1期          | 第1期                                                 | 第1期                                 | 第1期                         | 第1期                                              |
| -------------- | -------------- | ----------------------------------------------------- | ------------------------------------- | ----------------------------- | -------------------------------------------------- |
| 近畿広域圏     | 読売テレビ     | 2013年7月9日 - 12月24日                               | 周二 1:57 - 2:00（周一深夜）          | 日本テレビ系列                | 製作委員会参加 MANPA 第1部                         |
| 東京都         | TOKYO MX       | 2013年7月10日 - 12月25日                              | 周三 22:27 - 22:30                    | 独立局                        |                                                    |
| 日本全域       | TwellV         | 2013年7月12日 - 9月27日 2013年10月3日 - 2014年1月23日 | 周五 20:00 - 20:30 周四 18:30 - 19:00 | BS放送                        | 『鷹の爪団の楽しいテレビ』の 作为子节目播放 有重播 |
| 第2期          |                |                                                       |                                       |                               |                                                    |
| 日本全域       | BS11           | 2015年4月6日 -                                        | 周一 23:54 - 周二 0:00                | BS放送                        | 『ANIME+』枠                                       |
| 千葉県         | 千葉テレビ     | 2015年5月7日 -                                        | 周四 0:00 - 0:30（周三深夜）          | 独立局                        | 作为MUSIC LAUNCHER内的子节目播放                   |
| 京都府         | KBS京都        | 2015年5月7日 -                                        | 周四 1:30 - 2:00（周三深夜）          | 独立局                        | 作为MUSIC LAUNCHER内的子节目播放                   |
| 長野県         | 信越放送       | 2015年5月7日 -                                        | 周四 1:45 - 2:15（周三深夜）          | TBS系列                       | 作为MUSIC LAUNCHER内的子节目播放                   |
| 高知県         | 高知放送       | 2015年5月7日 -                                        | 周四 1:54 - 2:24（周三深夜）          | 日本テレビ系列                | 作为MUSIC LAUNCHER内的子节目播放                   |
| 宮城県         | 宮城テレビ     | 2015年5月7日 -                                        | 周四 1:59 - 2:29（周三深夜）          | 日本テレビ系列                | 作为MUSIC LAUNCHER内的子节目播放                   |
| 日本全域       | Music Japan TV | 2015年5月8日 -                                        | 周五 0:30 - 1:00（周四深夜）          | CS放送                        | 作为MUSIC LAUNCHER内的子节目播放                   |
| 愛媛県         | 愛電視台       | 2015年5月8日 -                                        | 周五 1:34 - 2:04（周四深夜）          | TBS系列                       | 作为MUSIC LAUNCHER内的子节目播放                   |
| 新潟県         | 新潟放送       | 2015年5月9日 -                                        | 周六 1:50 - 2:20（周五深夜）          | TBS系列                       | 作为MUSIC LAUNCHER内的子节目播放                   |
| 埼玉県         | 埼玉電視台     | 2015年5月10日 -                                       | 周日 2:30 - 3:00（周六深夜）          | 独立局                        | 作为MUSIC LAUNCHER内的子节目播放                   |
| 福島県         | テレビユー福島 | 2015年5月11日 -                                       | 周一 0:50 - 1:20（周日深夜）          | TBS系列                       | 作为MUSIC LAUNCHER内的子节目播放                   |
| 鳥取県・島根県 | 山陰放送       | 2015年5月11日 -                                       | 周一 0:50 - 1:20（周日深夜）          | TBS系列                       | 作为MUSIC LAUNCHER内的子节目播放                   |
| 岡山県・香川県 | 山陽放送       | 2015年5月11日 -                                       | 周一 0:50 - 1:20（周日深夜）          | TBS系列                       | 作为MUSIC LAUNCHER内的子节目播放                   |
| 奈良県         | 奈良電視台     | 2015年5月11日 -                                       | 周一 1:30 -2:00（周日深夜）           | 独立局                        | 作为MUSIC LAUNCHER内的子节目播放                   |
| 岩手県         | テレビ岩手     | 2015年5月12日 -                                       | 周二 1:24 - 1:54（周一深夜）          | 日本テレビ系列                | 作为MUSIC LAUNCHER内的子节目播放                   |
| 大分県         | テレビ大分     | 2015年5月12日 -                                       | 周二 1:49 - 2:19（周一深夜）          | 日本テレビ系列 フジテレビ系列 | 作为MUSIC LAUNCHER内的子节目播放                   |
| 広島県         | 廣島HOME電視台 | 2015年5月12日 -                                       | 周二 1:55 - 2:25（周一深夜）          | テレビ朝日系列                | 作为MUSIC LAUNCHER内的子节目播放                   |
| 北海道         | 札幌電視台     | 2015年5月12日 -                                       | 周二 2:09 - 2:39（周一深夜）          | 日本テレビ系列                | 作为MUSIC LAUNCHER内的子节目播放                   |
| 中京広域圏     | 中部日本放送   | 2015年5月12日 -                                       | 周二 2:25 - 2:55（周一深夜）          | TBS系列                       | 作为MUSIC LAUNCHER内的子节目播放                   |
| 群馬県         | 群馬テレビ     | 2015年5月13日 -                                       | 周三 0:00 - 0:30（周二深夜）          | 独立局                        | 作为MUSIC LAUNCHER内的子节目播放                   |
| 青森県         | 青森テレビ     | 2015年5月13日 -                                       | 周三 1:22 - 1:52（周二深夜）          | TBS系列                       | 作为MUSIC LAUNCHER内的子节目播放                   |
| 石川県         | 北陸朝日放送   | 2015年5月13日 -                                       | 周三 1:30 - 2:00（周二深夜）          | テレビ朝日系列                | 作为MUSIC LAUNCHER内的子节目播放                   |
| 静岡県         | 静岡第一テレビ | 2015年5月13日 -                                       | 周三 1:34 - 2:04（周二深夜）          | 日本テレビ系列                | 作为MUSIC LAUNCHER内的子节目播放                   |
| 沖縄県         | 琉球朝日放送   | 2015年5月13日 -                                       | 周三 1:50 - 2:20（周二深夜）          | テレビ朝日系列                | 作为MUSIC LAUNCHER内的子节目播放                   |

网络播放
| ニコニコチャンネル | 2013年7月12日 - 2014年1月2日 | 周五 20:30 更新            |                                                           |
| YouTube            | 2013年7月12日 - 2014年1月2日 | 周五 更新                  | DLEチャンネルにて配信                                     |
| 第2期              |                              |                            |                                                           |
| ニコニコチャンネル | 2015年4月7日 -               | 周二 0:00 更新（周一深夜） | 仅第1話「キャラクターボイス名修正版」是在4月7日 17:10播放 |
| YouTube            | 2015年4月7日 -               | 周二 0:00 更新（周一深夜） |                                                           |

## 相关软件
作为にゅるゲー系列在Android・iOS上发布。
- カクセンパイの青春!にゅるダッシュ!
- 指ですばやくぶった切れ!